# Pożdżenice
Pożdżenice ist eine Ortschaft mit einem Schulzenamt der Landgemeinde Zelów, 3 km südwestlich der Stadt Zelów, im Powiat Bełchatowski der Woiwodschaft Łódź in Polen.

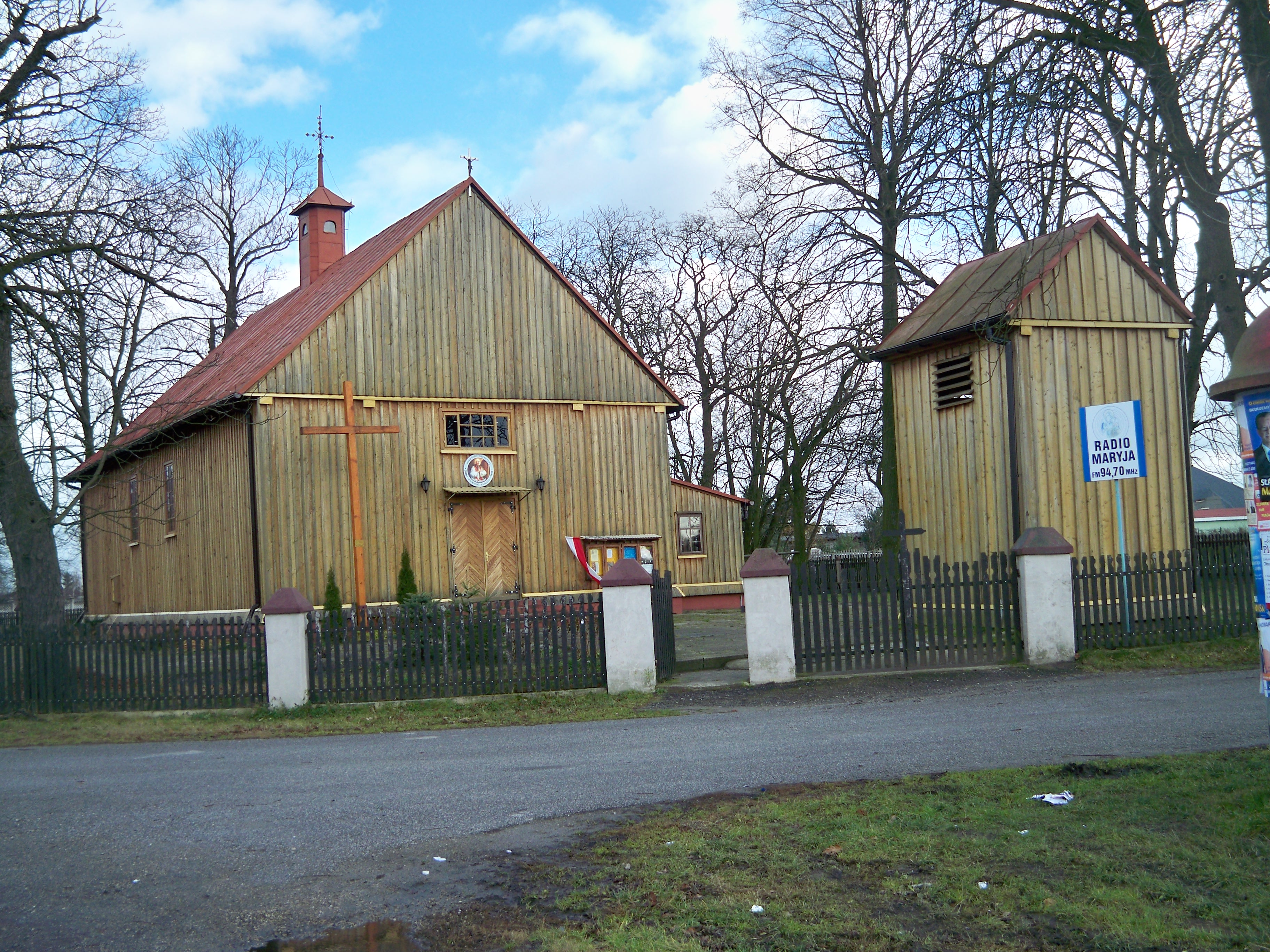
Römisch-katholische Holzkirche

## Geschichte
Der Ort wurde im Jahr 1403 als Pozenice urkundlich erwähnt und später als Posszenice (1415), Pozdzenicze (1418), Posdzyenycze (1511), Poszenicze (1511/1512), Pozenycze (1511–1523), Posdzenycze (1552), Pozdzienice (1783–1784). Der ursprünglich patronymische Name Poździenice wurde vom Personennamen Poździeń (altpolnisch pozdny – spät, -źdź- wurde manchmal zu -żdż- geändert, Pozienice ist eine Vereinfachung von -źdź- > -ź-) mit dem Suffix -ice abgeleitet.
Eine römisch-katholische Pfarrei des Erzbistums Gniezno wurde 1622 errichtet und bestand bis 1863, danach an Wygiełzów angegliedert (ab 1927 gehörte die im Jahr 1836 erbaute Holzkirche zu Zelów).
Nach der zweiten Teilung Polens gehörte es von 1793 bis 1807 zu Südpreußen. 1809 kam es ins Herzogtum Warschau und 1815 ins neu entstandene russisch beherrschte Kongresspolen.
Wahrscheinlich im späten 18. Jahrhundert entstand der heutige Ortsteil Pożdżenice Kolonia, eine deutsch-lutherische Kolonie. Nach dem Jahr 1802 siedelten sich in der Umgebung von Zelów tschechischsprachige Nachgeborene der Böhmischen Brüder aus Schlesien an, die der evangelisch-reformierten Gemeinde in Zelów gehörten. Im Jahr 1843 lebten dort 33 deutsche, 30 tschechische und 6 polnische Familien. 1857 wurde eine evangelisch-augsburgische Filialgemeinde von Bełchatów gegründet.
Nach dem Ende des Ersten Weltkriegs kam das Dorf zu Polen. Unterbrochen wurde dies nur durch die Besetzung Polens durch die Wehrmacht im Zweiten Weltkrieg.
In der Volkszählung im Jahr 1921 gab es 147 Häuser und 1061 Einwohner, davon waren 66 % evangelisch. Bis 1934 wurde in der evangelischen Schule auf Deutsch unterrichtet. In der Zwischenkriegszeit der örtliche Kantor war Hermann Kurzmanowski.
Von 1975 bis 1998 gehörte Pożdżenice zur Woiwodschaft Piotrków.